# Le Bébé de Mademoiselle
Pour plus de détails, voir Fiche technique et Distribution.
Le Bébé de Mademoiselle (Bundle of Joy) est un film américain réalisé par Norman Taurog, sorti en 1956.

## Fiche technique
- Titre original : Bundle of Joy
- Titre français : Le Bébé de Mademoiselle
- Réalisation : Norman Taurog
- Scénario : Norman Krasna, Robert Carson (en), Arthur Sheekman et Felix Jackson
- Photographie : William E. Snyder
- Montage : Harry Marker
- Pays d'origine : États-Unis
- Format : Couleurs - 1,85:1 - Mono
- Genre : comédie
- Date de sortie : 1956

## Distribution
- Eddie Fisher : Dan Merlin
- Debbie Reynolds : Polly Parish
- Adolphe Menjou : J.B. Merlin
- Tommy Noonan : Freddie Miller
- Nita Talbot : Mary
- Una Merkel : Mme Dugan
- Melville Cooper : Adams, le boucher
- Edward Brophy : Juge du concours de danse
- Mary Treen : Infirmière en chef
- Bill Goodwin : M. Creely